# Il sosia innamorato
Il sosia innamorato (Honolulu) è un film del 1939 diretto da Edward Buzzell, una commedia musicale di cui fu interprete principale Eleanor Powell.